# Nuvole (Frankie hi-nrg mc)
Nuvole è un singolo del rapper italiano Frankie hi-nrg mc, pubblicato il 20 novembre 2020.

## Descrizione
Nuvole racconta l'esperienza della reclusione forzata in casa (lockdown), dovuta alle misure contro la pandemia di COVID-19, scoppiata nel 2020. Nel testo, descrive questo periodo di solitudine, che coincide con profonde crisi, psicologiche ed economiche.
Frankie in un'intervista su Rolling Stone Italia ha affermato:

## Video musicale
Il videoclip, diretto dal rapper, è stato pubblicato il 17 novembre 2020 attraverso il suo canale YouTube.

## Tracce
1. Nuvole – 3:08